# زينوفيلوسية آزوية
زينوفيلوسية آزوية (الاسم العلمي: Xenophilus azovorans) هي نوع من البكتيريا، سلبية الغرام، تتبع جنس الزينوفيلوسات.